# Занин, Иван Егорович
Иван Егорович Занин — советский хозяйственный, государственный и политический деятель, Герой Социалистического Труда.

## Биография
Родился в 1927 году в селе Петропавловское Бийского округа. Член КПСС.
С 1951 года — на хозяйственной, общественной и политической работе. В 1951—1990 гг. — заведующий сектором партстатистики Петропавловского райкома ВКП(б)/КПСС, слушатель Барнаульской высшей партийной школы, заведующий организационным отделом Петропавловского райкома КПСС, заместитель секретаря и заведующий организационного отдела партийного комитета Смоленского производственного колхозно-совхозного управления, второй секретарь Смоленского райкома, первый секретарь Смоленского райкома КПСС в Алтайском крае.
Указом Президиума Верховного Совета СССР от 10 мая 1988 года за выдающиеся результаты, достигнутые в освоении интенсивных технологий на выращивании зерновых и других сельскохозяйственных культур и в животноводстве, проявленную трудовую доблесть, присвоено звание Героя Социалистического Труда с вручением ордена Ленина и золотой медали «Серп и Молот».
Делегат XXVII съезда КПСС.
Умер в Барнауле в 2003 году.